# Anna Mohyła
Anna Mohyła, Anna Mohylanka eller Ana Movila, död 1666, var en rumänsk och sedan polsk adelskvinna, känd för sin politiska verksamhet. 
Hon var dotter till den moldaviska bojaren Ieremia Movilă. Hon gifte sig med fyra polska adelsmän: med Maximilian Pszerebsk, vojvod av Lencici; med prins Ion Szedziwoy Czernowski; med Vlad Mykowski, vojvod av Krakow; och med hetman Stanislas Potocki.
Hon var känd för sin politiska verksamhet i Polen, och beskrivs som passionerad och energisk. Hon var involverad i olika politiska intriger. 
Under Vasile Lupus regeringstid försökte hon återställa Moldaviens tron till familjen Movilești. Detta hände under Chmelnytskyj-upproret vid den tidpunkt då Bogdan Khmelnitski ville ge Moldavien till sin son, och Stanislas Potockii, hennes man, stred i Ukraina för att återföra Ukraina under Polens krona. 
Ana förde fram sin bror Bogdan, som hade bott cirka 30 år i Istanbul, där han hade konverterat till islam och var kapten-pasha för den osmanska flottan. Hon förde honom i största hemligheten till Polen, fick honom att konvertera tillbaka till kristendomen honom igen och förberedde honom för att bestiga Moldaviens tron. Omständigheterna under vilka denna plan misslyckades är inte kända, och det är inte heller känt vad som skedde med Bogdan Movilă.
Ana Movila–Potocki blandade sig även aktivt i tronföljdskriget i Polen. Kampen mellan bourbonerna och habsburgarna var på väg att sluta till förmån för de förstnämnda. Då visste Österrike att dra fördel av den patriotiska känslan hos schleahten, som krävde att tronföljaren varken skulle vara fransk eller österrikisk, utan polsk. Inbördeskriget, som varade i flera år, slutade med Śleahtas seger mot de kungliga arméerna under ledning av hennes make Stanislas Potocki. Ana Potocki beskrivs som en aktiv lojalist till den segrande kungen och verkade personligen för att stödja hans sak. Hon var drottning Marie-Louises intima vän, och i denna egenskap stod hon alltid vid sin mans högra hand och verkade till förmån för den franske arvtagaren. 
Hon dog 1666. På hennes gravsten stod det på latin:
"Här ligger benen av Ana Movileanca, av moldavisk börd, av grekisk religion och seder, efter ett polskt äktenskap, hustru till tre män, älskarinna till den fjärde, anstiftare av det orättvisa Condean-valet; anhängare av det laglösa förtrycket av den polska friheten, tände elden mellan medborgarna, ökade helvetets andetag, gav hon goda råd till sin man så länge hon levde, och efter sin död lämnade hon honom ingenting, förutom konsten att göra skada på landet, och hon dog året av på Christos 1666!».